# エミー・クラインバーガー＝ノーベル
エミー・クラインバーガー=ノーベル(Emmy Klieneberger-Nobel、1892年2月25日-1985年9月11日)は、ユダヤ系ドイツ人の微生物学者である。ナチスによってドイツから追放され、ロンドンに移住した。

## 教育と初期の経歴
彼女はゲオルク・アウグスト大学ゲッティンゲンで科学のいくつかの分野を学んだ。その後、ヨハン・ヴォルフガング・ゲーテ大学フランクフルト・アム・マインのマルティン・メビウスの下で植物学の博士号を取り、ドレスデンの私立学校の教員となった。
ドイツで職を解雇された後、1934年に米国大学婦人協会のフェローを得て、ロンドンのレスター研究所に勤めた。

## イングランドでの経歴
彼女は、マイコプラズマの研究を切り拓いた。1935年、彼女は細胞壁を欠いた異常な細菌株を発見、培養し、当時勤めていたレスター研究所に因んで、この株を「L型菌」と命名した。
1943年、彼女は小児科学の教授エドムンド・ノーベルと出会った。彼もユダヤ系でハンガリーで生まれ、1910年にウィーン大学を卒業していた。1938年にナチスがオーストリアに侵攻した時、彼はウィーンのマウチネル・マルクホーフ小児病院の医長だった。彼はその地位から追放されてイングランドに来ていた。彼はカーショールトンのクイーン・メアリーズ病院に職を得て、後にパディントングリーン小児病院の医者になった。エミーとエドムンドは互いに惹かれあい、1944年1月28日に、同じくドイツからの難民である教授アルベルト・ノイベルガーの同席した非公式な昼食会で結婚した。エドムンドは、1946年に心疾患で死去した。
国際マイコプラズマ学会は、彼女を記念して、マイコプラズマの研究で優れた業績を挙げた研究者に、隔年で「エミー・クラインバーガー・ノーベル賞」を授与している。
1967年の彼女の75回目の誕生日に、彼女はベルリンのロベルト・コッホ研究所の名誉所員に、1976年には、新設された国際マイコプラズマ学会で、女性として最初の名誉終身会員に選ばれた。1980年には、ボンで当時の連邦大統領カール・カルステンスからコッホ・ゴールドメダルを授与された。